# Stellaria martjanovii
Stellaria martjanovii là loài thực vật có hoa thuộc họ Cẩm chướng. Loài này được Krylov miêu tả khoa học đầu tiên năm 1902.